# Mykoła Azarow
Mykoła Janowycz Azarow, ukr. Микола Янович Азаров (ur. 17 grudnia 1947 w Kałudze w Rosji jako Nikołaj Janowicz Pachło, ros. Николай Янович Пахло) – ukraiński polityk pochodzenia estońsko-rosyjskiego, współorganizator i deputowany Partii Regionów, od 2010 jej przewodniczący. Były pierwszy wicepremier i minister finansów w rządzie Wiktora Janukowycza, dwukrotnie pełniący obowiązki premiera Ukrainy, w latach 2010–2014 premier Ukrainy. Od 2015 poszukiwany międzynarodowym listem gończym przez Interpol.

## Życiorys
Urodził się na terenie Rosyjskiej Federacyjnej Socjalistycznej Republiki Radzieckiej jako syn Rosjanki i Estończyka. Po osiedleniu się na Ukrainie zmienił nazwisko. Sam określał siebie jako etnicznego Rosjanina.
Z wykształcenia geofizyk, był zatrudniony jako pracownik naukowy na stanowisku profesora. Na Ukrainie przebywa od 1984. W latach 1993–1998 działał w donieckiej Partii Pracy, w latach 1996–2002 był szefem Państwowej Administracji Podatkowej. Należy do liderów tzw. klanu donieckiego. Od 1994 do 1998 zasiadał w Radzie Najwyższej II kadencji.
Pełnił funkcję pierwszego wicepremiera i ministra finansów w pierwszym rządzie Wiktora Janukowycza. 7 grudnia 2004 prezydent Łeonid Kuczma tymczasowo powierzył mu stanowisko p.o. premiera po tym, jak Wiktor Janukowycz udał się na urlop zdrowotny. Obowiązki premiera Ukrainy pełnił do 28 grudnia 2004 oraz ponownie od 5 do 24 stycznia 2005. Od 4 sierpnia 2006 do 18 grudnia 2007 był wicepremierem i ministrem finansów w drugim rządzie Wiktora Janukowycza.
W 2006, 2007 i 2012 ponownie uzyskiwał mandat poselski. W marcu 2010 przejął obowiązki przewodniczącego Partii Regionów oraz lidera jej frakcji parlamentarnej. Po wyrażeniu wotum nieufności wobec rządu Julii Tymoszenko przez Radę Najwyższą w dniu 3 marca 2010 stał się jednym z kandydatów na urząd premiera Ukrainy.
11 marca 2010, po zawiązaniu nowej koalicji parlamentarnej przez Partię Regionów, prezydent Wiktor Janukowycz mianował go nowym szefem rządu. Tego samego dnia parlament zatwierdził go na tym stanowisku oraz skład jego gabinetu. Podał się do dymisji 3 grudnia 2012 po wygranych przez Partię Regionów wyborach z 28 października 2012, które w kilku okręgach zostały unieważnione. Prezydent Wiktor Janukowycz przyjął dymisję rządu.
13 grudnia 2012 ponownie powołany na urząd premiera Ukrainy, został tego samego dnia zatwierdzony przez parlament VII kadencji. 24 grudnia jego drugi gabinet został zaprzysiężony.
W okresie protestów społecznych podjętych w wyniku niepodpisania umowy stowarzyszeniowej Ukrainy z Unią Europejską opozycja próbowała przeforsować wniosek o odwołanie rządu Mykoły Azarowa, jednak 3 grudnia 2013 wniosek o wotum nieufności nie przeszedł w głosowaniu w parlamencie (uzyskując wśród 450 posłów 186 głosów za). 28 stycznia 2014 premier podał się do dymisji, która została tego samego dnia przyjęta.
Mykoła Azarow zbiegł następnie z Ukrainy, udając się do Rosji. W marcu 2014 został wykluczony z Partii Regionów. W lipcu tego samego roku służby Ministerstwa Spraw Wewnętrznych Ukrainy wystawiły za nim list gończy w związku z zarzutami nadużywania władzy. W styczniu 2015 Interpol na wniosek Ukrainy ogłosił za Mykołą Azarowem międzynarodowy list gończy.
W sierpniu 2015 w Moskwie ogłosił powołanie „Komitetu Ocalenia Ukrainy”, mającego „stworzyć alternatywę dla ukraińskiego rządu”. Na przewodniczącego komitetu mianował Wołodymyra Olijnyka.
W 2024 został pozbawiony Orderu Księcia Jarosława Mądrego V klasy, Orderu „Za zasługi” I, II i III klasy, a także tytułu honorowego zasłużonego ekonomisty ukrainy.